# Phuketi nemzetközi repülőtér
A Phuketi nemzetközi repülőtér (IATA: HKT, ICAO: VTSP) Thaiföld Phuket tartományát szolgálja ki. Phuket szigetének északi részén, a központtól 32 km-re található. Phuket igen kedvelt üdülőhely a turisták körében, ezért a repülőtér Thaiföld közlekedésében jelentős szerepet játszik. Az utasok száma alapján a második legforgalmasabb repülőtér Thaiföldön. Éves utasforgalma 7 814 948 fő (2022). Üzemeltetője az Airports of Thailand.

## Forgalom
Az utasforgalom az elmúlt években az alábbi módon változott:
| Utasok száma | 2 650 398 | 3 142 714 | 3 610 693 | 4 850 901 | 5 704 365 | 7 043 783 | 11 342 491 | 15 107 185 | 18 111 087 | 7 814 948 |
|              | 1995      | 1998      | 2001      | 2004      | 2007      | 2010      | 2013       | 2016       | 2019       | 2022      |

## Légitársaságok és úticélok
| Légitársaság               | Célállomások |
| -------------------------- | --- |
| Aeroflot                   | Moscow–Sheremetyevo |
| AirAsia                    | Kuala Lumpur–International |
| Air China                  | Beijing–Capital, Chengdu, Hangzhou |
| Asiana Airlines            | Seoul–Incheon |
| Azur Air                   | Szezonális charter: Cseljabinszk, Kazan, Habarovszk, Krasznojarszk, Moszkva–Vnukovo, Nyizsnyij Novgorod, Novoszibirszk, Rosztov-na-Donu, Szamara, Szentpétervár, Tyumeny, Ufa, Vlagyivostok, Jekatyerinburg |
| Azur Air Ukraine           | Szezonális charter: Kijev-Boriszpil |
| Bangkok Airways            | Bangkok–Suvarnabhumi, Chiang Mai, Hat Yai, Ko Samui, Pattaya–U-Tapao |
| Cathay Dragon              | Hong Kong |
| China Eastern Airlines     | Chengdu, Kunming, Shanghai–Pudong, Taiyuan, Xi'an |
| China Southern Airlines    | Guangzhou, Shenzhen, Wuhan |
| Chongqing Airlines         | Chongqing |
| Edelweiss Air              | Szezonális: Zürich |
| Emirates                   | Dubai–International |
| Etihad Airways             | Abu Dhabi |
| EVA Air                    | Taipei–Taoyuan |
| Finnair                    | Szezonális: Helsinki |
| Firefly                    | Penang |
| GoAir                      | Bangalore, Delhi, Mumbai |
| Hainan Airlines            | Beijing–Capital, Shenzhen |
| HK Express                 | Hong Kong |
| I-Fly                      | Szezonális charter: Moscow–Vnukovo |
| IndiGo                     | Bangalore, Delhi |
| Jetstar Airways            | Melbourne, Sydney |
| Jetstar Asia Airways       | Singapore |
| Jin Air                    | Szezonális: Seoul–Incheon |
| Juneyao Airlines           | Shanghai–Pudong |
| Korean Air                 | Seoul–Incheon |
| Kunming Airlines           | Kunming |
| LOT                        | Szezonális charter: Varsó–Chopin |
| Lucky Air                  | Kunming, Zhengzhou |
| Malaysia Airlines          | Kuala Lumpur–International |
| Malindo Air                | Kuala Lumpur–International, Langkawi |
| Myanmar National Airlines  | Kawthaung, Yangon |
| Neos                       | Szezonális: Milánó-Malpensa |
| Nok Air                    | Bangkok–Don Mueang, Beijing–Capital, Hangzhou |
| Nordwind Airlines          | Szezonális charter: Cseljabinsz, Irkutszk, Habarovszk, Moszkva–Seremetyjevo, Nyizsnyij Novgorod, Rosztov-na-Donu-Platov, Szentpétervár, Jakutszk,                                                           |
| Okay Airways               | Xi'an Szezonális: Hangzhou |
| Pegas Fly                  | Szezonális charter: Belgorod, Blagoveshchensk, Chita, Krasnodar, Krasnoyarsk–Yemelyanovo, Novosibirsk, Orenburg, Perm, Petropavlovszk-kamcsatszkij, Samara, Szurgut, Tyumen, Ulan-Ude, Juzsno-szahalinszk   |
| Qatar Airways              | Doha |
| Qingdao Airlines           | Ningbo, Zhengzhou |
| Rossiya Airlines           | Szezonális charter: Moscow–Vnukovo |
| Royal Flight               | Szezonális charter: Barnaul, Moscow–Sheremetyevo, Novokuznetsk, Omsk, Tomszk |
| S7 Airlines                | Szezonális: Irkutsk, Novosibirsk |
| SalamAir                   | Muscat |
| SCAT Airlines              | Szezonális charter: Almaty, Nur-Sultan |

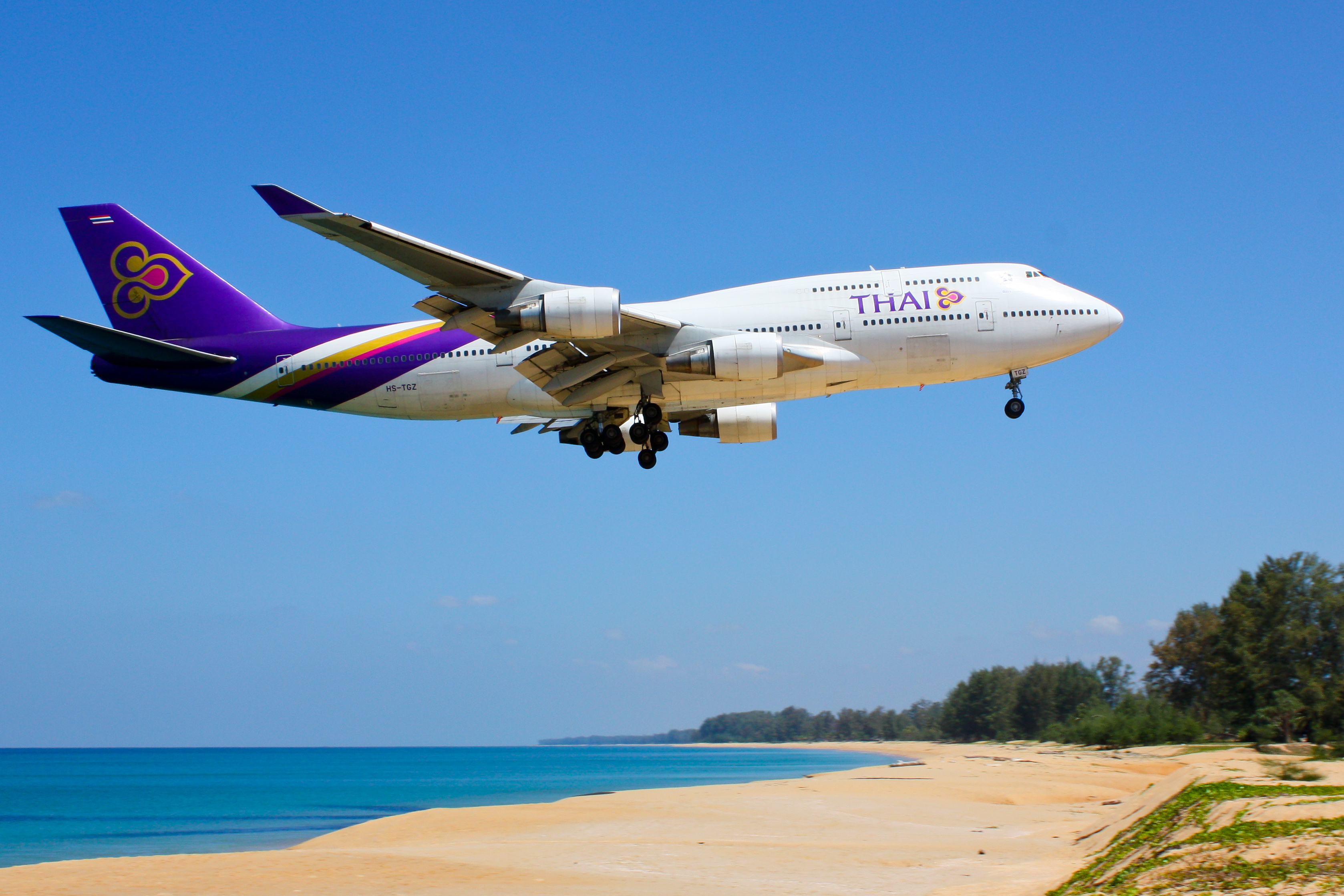
A Thai Airways légitársaság Boeing 747-ese landol a repülőtéren

| Scoot                      | Singapore |
| Shanghai Airlines          | Zhengzhou |
| Shenzhen Airlines          | Shenzhen |
| Sichuan Airlines           | Chengdu, Chongqing, Tianjin, Xi'an |
| SilkAir                    | Singapore |
| Singapore Airlines         | Singapore |
| Spring Airlines            | Chengdu, Huai'an, Shanghai–Pudong, Shenzhen, Shijiazhuang |
| Sunclass Airlines          | Szezonális charter: Koppenhága, Gothenburg, Stockholm–Arlanda |
| Sunday Airlines            | Szezonális charter: Almaty, Asztana , Bishkek |
| Thai AirAsia               | Bangkok–Don Mueang, Bangkok–Suvarnabhumi, Chiang Mai, Hong Kong, Macau, Pattaya–U-Tapao, Phnom Penh, Siem Reap, Singapore, Udon Thani, Wuhan                                                                |
| Thai Airways International | Bangkok–Suvarnabhumi, Beijing–Capital Szezonális: Koppenhága, Frankfurt |
| Thai Lion Air              | Bangkok–Don Mueang, Changsha, Chengdu, Chongqing, Hangzhou, Hefei, Nanjing, Shanghai–Pudong, Tianjin, Xi'an, Zhengzhou                                                                                      |
| Thai Smile                 | Bangkok–Suvarnabhumi, Chiang Mai, Guangzhou, Hong Kong Charter: Lanzhou |
| Thai Vietjet Air           | Bangkok–Suvarnabhumi, Chiang Rai |
| TUI Airways                | Szezonális: London–Gatwick, Manchester Seasonal charter: Koppenhága, Gothenburg, Helsinki, Stockholm–Arlanda                                                                                                |
| Turkish Airlines           | Istanbul |
| T'way Air                  | Seoul–Incheon |
| Uzbekistan Airways         | Szezonális: Taskent |
| VietJet Air                | Ho Chi Minh City |
| Vietnam Airlines           | Ho Chi Minh City |
| West Air                   | Chongqing |

## Balesetek
- 1985. április 15.: A Thai Airways International Boeing 737-2P5 típusú repülőgépe lezuhan: a baleset a gépen tartózkodó 11 fő életét követelte. A személyzet az irányítótoronynak mindkét hajtómű kigyulladásáról számolt be. A hajtóművek leállítása a szakértők szerint nem volt indokolt.[49]
- 1987. augusztus 31.: A Thai Airways 365-ös járata a landolás előtt nem sokkal az óceánba csapódik. A fedélzeten tartózkodó 83 személy meghal. Szakértők szerint a pilóták hibájából következett be a baleset.
- 2007. szeptember 16. A One-Two-GO Airlines 269-es járata, egy McDonnell Douglas MD-82 Bangkokból menetrend szerint érkezve túl erősen ért földet, a vizes kifutóról lecsúszott, a gép kettétört, majd kigyulladt. A fedélzeten lévő 123 utas és 7 főnyi személyzet közül 89 ember meghalt, 41 megsérült.